# Sciences et techniques dans l'Empire ottoman
Cet article reprend les réalisations et évènements marquants dans le domaine des sciences et technologies sous l'Empire ottoman. 

## Une continuité culturelle
L'étude des aspects culturels, scientifiques et intellectuels de l'histoire ottomane est un champ de recherche récent. Les premiers travaux menés montrent de nombreux points communs entre la recherche de cette période et la science occidentale moderne. L'approche culturaliste qui critique un certain "dogmatisme oriental" ou une "mentalité islamique" qui aurait pour conséquence un désintérêt pour les travaux de recherche se voit ainsi remise en cause avec l'avancée des études sur ce sujet.
Selon certaines études, les sciences et techniques dans l'Empire ottoman constituent une poursuite en droite ligne, durant l'Histoire moderne, de l'essor des sciences et techniques développées à compter de l'empire arabe unifié de l'époque classique de la civilisation islamique, qui elle-même avait perfectionné le riche héritage scientifique reçu de l'Antiquité proche-orientale, grecque et indienne. C'est en effet sous la domination ottomane que cette aire culturelle retrouve une unité politique, sous l'égide des sultans ottomans, en absorbant les beylicats anatoliens et les pays arabes du Machrek. 
L'Empire ottoman hérite aussi d'une partie de la science grecque conservée par les Byzantins. Les apports de la science occidentale de la Renaissance s'y font sentir, bien qu'avec un certain retard.   

## Héritage grec et byzantin
L'Empire ottoman conduisit une importante politique de construction de bibliothèques, surtout après la prise de Constantinople en 1453. Par exemple, le sultan Mehmed II ordonna à Georgios Amirutzes, un érudit grec de Trabzon de traduire et de diffuser aux institutions éducatives de l'Empire, la "géographie" de Ptolémée. Une des plus anciennes sources littéraires sur l'histoire et la philosophie chrétienne, le "İ'tikad nâme", fut également rédigée à l'école du palais impérial par le patriarche Gennade II Scholarios.

## Héritage persan
Le mathématicien Ali Qushji (1403-1474), originaire de Samarcande, rédigea un ensemble de douze volumes sur les mathématiques. C'est aussi en persan que sont rédigées les premières chroniques ottomanes comme celles d'Idris-i Bidlisi.

## Géographie

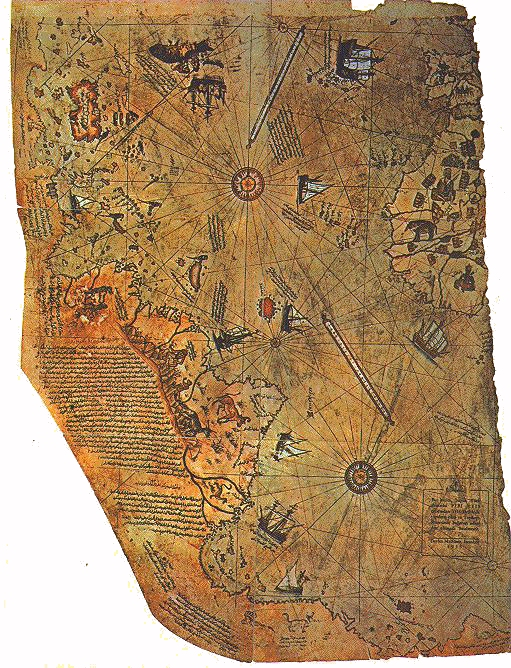
La carte de Piri Reis

La carte de Piri Reis fut découverte en 1929 lors de la transformation du palais de Topkapı en musée. Il s'agit d'une carte dessinée sur une peau de gazelle détaillant principalement les côtés ouest-africaines ainsi que la côte est de l'Amérique du Sud. La carte a probablement été dessinée en 1513 par Piri Reis, un amiral renommé de la flotte turque.
La carte tracée par Piri Reis intrigue encore aujourd'hui les chercheurs, car elle représente des parties du monde supposées inconnues à son époque. Toutefois la coutume des cartographes, depuis le Moyen-Age, était de représenter des zones du monde que l'on ignorait, en comblant les vides à la fois par des pays imaginés ou par des déductions logiques ; par exemple, pour "équilibrer" les masses continentales de l'hémisphère Nord, on imaginait un vaste continent centré sur le pôle Sud, beaucoup plus vaste que l'Antarctique réel. C'est le cas pour la carte de Piri Reis.

## Médecine
L'Empire ottoman se dote d’établissements hospitaliers. Le complexe du sultan Bajazet II (en), fondé en 1488 à Edirne, est à la fois un hôpital médical et psychiatrique ; c'est aujourd'hui un musée de la médecine.
L'inoculation de la variole, pratiquée par les médecins de Constantinople, est adoptée au début du XVIIIe siècle par Mary Wortley Montagu, épouse de l'ambassadeur britannique, qui la fait connaître en Grande-Bretagne, ce qui conduira à la découverte de la vaccine.

## Éducation

### Enseignement religieux
Les Médersas, dont les premiers exemples remontent à la période des Seldjoukides, atteignirent leur apogée sous l'Empire ottoman.

### Imprimerie et traductions
La première imprimerie ottomane est créée en 1726 par İbrahim Müteferrika mais la production de livres et gazettes imprimés ne se développe qu'à partir des années 1790 sous l'influence des ambassades occidentales. 
Les traductions d'ouvrages occidentaux se multiplient au XIXe sous l'impulsion de ministres comme Ahmed Vefik Pacha. Une école de médecine militaire, premier établissement d'enseignement laïc en Turquie, est créée en 1827. L'école de guerre, créée en 1834, fonctionne d'abord en langue française avec des instructeurs français ; au cours du siècle, les ouvrages et manuels sont traduits en turc. À partir de 1882, l'influence des missions militaires allemandes devient dominante à côté de celle des Britanniques dans la marine.

### Enseignement technique
Considérée comme la première institution ottomane consacrée à l'enseignement technique supérieur, l'Université technique d’İstanbul remonte à 1773 et s'inspirait en partie des écoles techniques supérieures fondées en Europe occidentale pour former des constructeurs navals, des officiers d'artillerie, des ingénieurs des Mines ou des Ponts et Chaussées (École d'artillerie de Douai en 1679, Royal Academy of Artillery en 1741, École des Ponts et Chaussées en 1747, École royale du génie de Mézières en 1748, École des mines de Freiberg en 1765, etc.) Elle fut créée par le sultan Mustafa III en tant qu'école impériale d'ingénieur de la navale (nom original : Mühendishane-i Bahr-i Humayun). Son but premier était de former des constructeurs de navires et des cartographes. En 1795, la fonction d'ingénierie de l'école fut élargie à la formation des personnels militaires pour la modernisation de l'armée de l'Empire. En 1845 les fonctions s’élargissent encore avec un programme de formation en architecture. L'envergure de l'école fut étendue de nouveau en 1883 et 1909, avec le passage à une école publique qui formait des ingénieurs capables de créer les infrastructures nécessaires au développement rapide du pays.

### Liens connexes
- Culture de l'Empire ottoman
- Sciences arabes, Techniques arabes au Moyen Âge
- Science et technologie byzantines, Médecine dans l'Empire byzantin, Architecture byzantine
- Transmission du savoir médical arabe en Occident latin au Moyen Âge
- Kalâm, théologie islamique
- École impériale de Galata Saray (1481)
- Horloge astronomique (1500 ?)
- Turbine à vapeur (1551)
- Observatoire de Constantinople (1577)
- Armes ottomanes
- Liste de scientifiques ottomans (en)
  - Qadi-zadeh Roumi (1364-1436)
  - Ali Quchtchi (1403-1474)
  - Piri Reis (1480-1554)
  - Taqi al-Din (1526-1585)
  - Hezârfen Ahmed Çelebi (1609-1640) Ahmed le sage polymathe
  - Lagâri Hasan Çelebi (actif en 1633)
- Bibliothèque Köprülü (en) (1678)
- Université technique d'Istanbul (1773)
- Bibliothèque d'État de Beyazıt (en) (1884)